# Estadio Jawaharlal Nehru (Delhi)
El Estadio Jawaharlal Nehru (en Hindi: जवाहरलाल नेहरू स्टेडियम, Punjabi: ਜਵਾਹਰਲਾਲ ਨੇਹਰੁ ਸਟੇਡਿਯਮ, Urdu: جواہر لعل نہرو اسٹیڈیم) es un estadio multiusos, pero principalmente dedicado a la práctica del fútbol, ubicado en la ciudad de Nueva Delhi, capital de la India.
Sus instalaciones tienen una capacidad de 60 000 espectadores, y hasta 100 000 para los conciertos. En términos de capacidad de asientos, es el tercer estadio más grande de la India y el 51 mayor  a nivel mundial. El estadio es además la sede de la Asociación Olímpica India.

## Historia
Fue construido por el gobierno indio en 1982 con motivo de la designación de la capital india como sede de los 9.º Juegos Asiáticos. Lleva el recinto deportivo el nombre de Jawaharlal Nehru en honor del emblemático primer ministro de la India.
Al estadio se le dio un nuevo techo, asientos mejorados y otras instalaciones nuevas para cumplir con las normas internacionales ya que albergó los eventos de atletismo y las ceremonias de inauguración y clausura de los Juegos de la Mancomunidad de 2010.

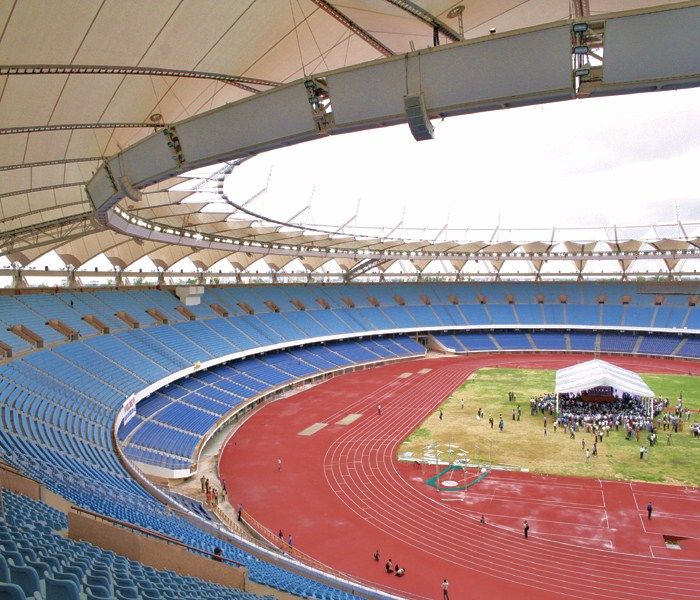
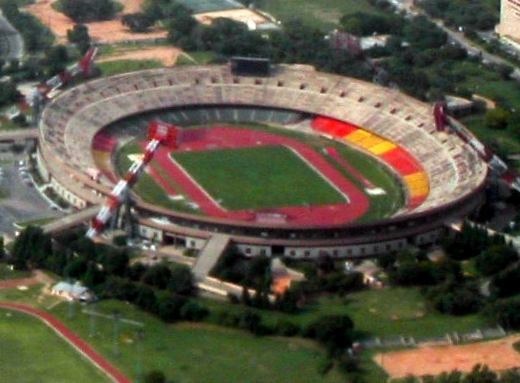